# Правовосточное
Правовосто́чное — село в Ивановском районе Амурской области России. Административный центр Правовосточного сельсовета.

## География
Село Правовосточное стоит на правом берегу реки Маньчжурка (левый приток Ивановки, бассейн Зеи).
Село Правовосточное расположено к юго-востоку от районного центра Ивановского района села Ивановка, расстояние (через Некрасовку и Садовое) — 14 км.

## Население
| 2002 | 2010 | 2012 | 2013 | 2014 | 2015 | 2016 |
| ---- | ---- | ---- | ---- | ---- | ---- | ---- |
| 396  | ↘364 | ↘349 | ↘334 | ↘326 | ↘315 | ↗326 |
| 2017 | 2018 |      |      |      |      |      |
| ↘320 | ↘302 |      |      |      |      |      |

## Улицы
| - ул. Высокая, - ул. Гаражный, - ул. Зелёная, - ул. Луговая, | - ул. Набережная, - ул. Новая, - ул. Полевая, - ул. Центральная. |

## Экономика
Сельскохозяйственные предприятия Ивановского района.